# Коргашино (Дмитровский городской округ)
Коргашино — деревня в Дмитровском районе Московской области, в составе сельского поселения Синьковское. Население — 14 чел. (2010). До 2006 года Коргашино входило в состав Синьковского сельского округа.

## Расположение
Деревня расположена в западной части района, примерно в 13 км к западу от Дмитрова, на левом берегу запруженого безымянного ручья, левого притока реки Яхрома, высота центра над уровнем моря 149 м. Ближайшие населённые пункты — Синьково на севере и Новосиньково на востоке — на противоположном берегу ручья, Савельево на юге и Арбузово на юго-западе.

## Население
| 2002 | 2006 | 2010 |
| ---- | ---- | ---- |
| 8    | →8   | ↗14  |